# Michaił Diewiatajew
Michaił Pietrowicz Diewiatajew (ur. 25 czerwca?/8 lipca 1917 w Torbiejewie, zm. 24 lutego 2002 w Kazaniu) – radziecki pilot myśliwski II wojny światowej. Po wojnie i okresie zesłania pracował jako kapitan żeglugi śródlądowej.

## Życiorys

### Dzieciństwo i służba wojskowa
Michaił urodził się jako 13 dziecko w rodzinie chłopskiej. Z narodowości Mokszanin. W 1938 roku ukończył szkolenie jako kapitan i został kapitanem na małym statku na Wołdze. W tym samym roku został powołany do wojska i rozpoczął szkolenie na pilota. Po ataku Niemiec na ZSRR zestrzelił samolot Junkers Ju 87. 23 września 1941 został poważnie ranny. Po długim pobycie w szpitalu powrócił do latania jako pilot samolotu transportującego rannych. Po spotkaniu z Aleksandrem Pokryszkinem w 1944 postanowił powrócić do latania na myśliwcach.

### Niewola i ucieczka
13 lipca 1944 został zestrzelony i ranny dostał się do niewoli. Po nieudanej próbie ucieczki został przeniesiony do obozu Karlshagen I, w którym więźniowie pracowali w ramach niemieckiego programu budowy pocisków V1 i V2.
Michaił Diewiatajew wsławił się brawurową ucieczką z obozu koncentracyjnego na wyspie Uznam. 8 lutego 1945 Michaił wraz z grupką 10 więźniów uprowadzili sprawny niemiecki samolot bombowy Heinkel He 111 z bazy wojskowej Peenemünde. Porwanym samolotem przelecieli na wschód w stronę postępujących na zachód oddziałów Armii Czerwonej. Więźniowie do ucieczki przygotowywali się od dłuższego czasu. Diewiatajew jako pilot uczył się obsługi niemieckiego bombowca na podstawie części z rozbitych maszyn, które były składowane obok obozu. 15 sierpnia 1957 dzięki wstawiennictwu Korolowa odznaczono go Złotą Gwiazdą Bohatera Związku Radzieckiego.
Po ucieczce komendant obozu został z rozkazu Göringa zdegradowany, a następnie rozstrzelany. Z kolei Diewiatajew trafił do obozu filtracyjnego, podejrzewano go, że jego ucieczka była sfingowana. Po zwolnieniu pomagał Korolowowi w badaniach Peenemünde, a w październiku 1945 został zdemobilizowany. Oprócz tytułu Bohatera Związku Radzieckiego i Orderu Lenina otrzymał także Order Czerwonego Sztandaru (dwukrotnie), Order Wojny Ojczyźnianej I i II klasy i medale.